# The Ninth Gate
The Ninth Gate (Nederlands: de negende poort) is een neo noir horrorthriller uit 1999 geproduceerd en geregisseerd door Roman Polański.
De Amerikaanse-Frans-Spaanse film is een bewerking van het boek The Club Dumas van de Spaanse schrijver Arturo Pérez-Reverte.
The Ninth Gate ging op 25 augustus 1999 in première in het Spaanse San Sebastián. Ondanks een minder onthaal bij zowel de critici als het publiek kon de film toch een twintig miljoen dollar winst maken op een kostprijs van 38 miljoen dollar.
De hoofdrol wordt vertolkt door Johnny Depp. Hij speelt een speurder naar zeldzame boeken die de opdracht krijgt om een duivelsboek waarvan slechts drie exemplaren bestaan in Europa te gaan vergelijken met de twee andere exemplaren.

## Verhaal
Dean Corso woont in New York en handelt in zeldzame boeken. Zijn enige motivatie is geld maar hij komt veel in contact met gepassioneerde verzamelaars. Zo iemand is de steenrijke Boris Balkan. Hij heeft zopas de hand kunnen leggen op een van de drie enige exemplaren van De Negen Poorten van het Koninkrijk der Schaduwen. Balkan vermoedt echter dat twee van de drie boeken kopieën zijn. Hij huurt nu voor een pak geld Corso in om zijn boek met de twee andere te vergelijken om te weten te komen welk het echte is en indien dat niet het zijne is, het echte te allen prijze te bemachtigen. In het boek staan negen pentekeningen met raadsels die het samen mogelijk maken om de Duivel op te roepen. Balkan kocht zijn exemplaar van de rijke Andrew Telfer die zich de dag nadien ophing. Zijn weduwe Liana wil het boek, dat zo blijkt van haar was, terug en slaapt daarvoor zelfs met Corso
maar zonder succes. Boekhandelaar Bernie, bij wie Corso het boek in bewaring had gegeven, wordt vermoord door ophanging aan één voet zoals beschreven in het boek.
Corso vindt zijn boek terug in Bernies geheime bergplaats en reist af naar het Spaanse Toledo waar Liana Telfer haar man het boek had laten kopen. In de boekenwinkel van de gebroeders Ceniza wordt hem gewezen op het feit dat een aantal tekeningen in zijn boek gemarkeerd zijn met de letters "LCF" en niet de initialen van de auteur. Die letters zouden voor Lucifer staan, de Duivel. Nadat hij in een steegje net geen instortende stelling op zich krijgt, neemt hij de trein naar Sintra in Portugal. Op die trein komt hij een geheimzinnige jongedame tegen die hij nog herkent van New York.
Aangekomen in Portugal gaat hij langs bij Victor Fargas. De oude man is de verarmde laatste telg van een adellijke familie die het grootste deel van het meubilair en zijn boekencollectie in zijn in verval geraakte landhuis reeds verkocht heeft.
Zijn exemplaar van De Negen Poorten zou hij echter voor geen geld wegdoen, maar Corso mag het wel vergelijken met zijn exemplaar. Hij ontdekt variaties in de tekeningen en dat weer een aantal tekeningen gemarkeerd zijn met "LCF". In het tweede boek zijn dit andere tekeningen dan in het eerste. Corso vermoedt daarom dat de drie boeken alle authentiek zijn en dat de negen tekeningen waarmee de Duivel kan worden opgeroepen verspreid zijn over drie boeken, gemarkeerd met "LCF".
De volgende ochtend staat de mysterieuze jongedame voor de deur van zijn hotelkamer. Ze brengt hem naar Fargas' huis en wijst erop dat Fargas vermoord is door hem in een fontein te verdrinken. Binnen vindt Corso het tweede boek half verbrand terug in de open haard. De tekeningen zijn eruit gescheurd. Vervolgens vliegen ze samen naar Parijs. Daar is het derde boek in bezit van barones Kessler die in een chic appartement woont. Corso gaat haar opzoeken maar als ze te weten komt dat hij voor Boris Balkan werkt, gooit ze hem eruit.
Al sinds Portugal wordt Corso gevolgd door Telfers lijfwacht. Die nacht wordt hij door hem aangevallen maar de jongedame, die haar naam niet prijsgeeft, redt hem. Daarbij zweeft ze van een trap naar beneden maar Corso ziet dit niet. De volgende dag wordt hij binnengelaten bij Kessler na het aanbieden van een zoenoffer. Als hij haar vertelt over de verschillen tussen de eerste twee boeken staat ze toe dat hij ook haar boek aan een onderzoek onderwerpt. Hij ontdekt opnieuw verschillen in de tekeningen maar wordt dan bewusteloos geslagen. Als hij weer bij bewustzijn komt, is de oude dame gewurgd en haar bureau in brand gestoken. In het vuur ligt haar boek. Terug op zijn hotelkamer is ook nog eens Corso's boek, dat goed verborgen lag, gestolen.
Corso weet al dat Telfer achter de moorden zit en komt van de hotelmanager te weten waar ze logeert. Daar aangekomen zien ze hoe ze net met haar lijfwacht vertrekt. De jongedame - het meisje - steelt een auto om haar te achtervolgen. Geen gewone auto maar tot Corso's verbazing een bloedrode Chrysler Viper. Ze worden desondanks niet opgemerkt en achtervolgen Telfer tot haar kasteel. Ze sluipen het domein binnen, klimmen op het balkon van het kasteel en breken binnen in de kamer waar ze Telfer zien. Corso vindt zijn boek maar dan komt Telfers lijfwacht binnen. Die brengt hen naar de kerkers maar wordt daar door Corso neergeslagen.
Boven in een grote zaal begint net het ritueel van een satanische orde wiens leden in feite verveelde miljonairs zijn. Enkel Telfer, die optreedt als priesteres, is werkelijk van zin de Duivel op te roepen om zo macht te krijgen. Haar ritueel wordt echter verstoord door Balkan die hen belachelijk maakt, dan Telfer wurgt en de aanwezigen verjaagt. Corso probeert de moord tegen te houden maar zijn beschermster verhindert dat om, naar haar zeggen, de verdenking van alle moorden in Balkans schoenen te schuiven. Balkan gaat er met Telfers negen "LCF"-tekeningen vandoor in zijn Land Rover. Corso gaat hem alleen achterna in Telfers Rolls-Royce. Met zijn terreinwagen scheurt Balkan makkelijk door een rivier waarin Corso zich vast rijdt.
Corso heeft echter een postkaart van Kessler meegenomen waarop een middeleeuwse burcht staat afgebeeld. In een dorp vraagt hij waar die plek is en vervolgens lift hij ernaartoe. In een toren van de afgelegen vervallen burcht vindt hij Balkan terug die er met de negen tekeningen zelf de Duivel begint op te roepen. Een gevecht leidt ertoe dat Corso tot zijn schouders vastraakt in de houten vloer. Balkan voert zijn ritueel uit en steekt zichzelf vervolgens in brand om de werking ervan te bewijzen. Hij sterft echter een pijnlijke dood omdat een van zijn negen tekeningen geen "LCF" is.
Corso gaat in Balkans Land Rover zitten en is getuige van de afbrandende burcht. Dan schrikt hij op van het meisje dat naast hem zit. Nadat ze ter plaatse de liefde bedreven, verwijst ze hem terug naar de boekenwinkel in Toledo. Daar zijn net verbouwingen aan de gang en als de werklui een kast kantelen valt er een stuk papier af. Het is een blad uit het eerste boek met daarop de tekening die Balkan mankeerde. Op de achtergrond staat de burcht met ervoor het naakte meisje. Hiermee heeft Corso de sleutel tot de Negende Poort in handen.

## Rolbezetting
| Acteur             | Personage                                | Opmerkingen                                 |
| ------------------ | ---------------------------------------- | ------------------------------------------- |
| Johnny Depp        | Dean Corso                               |                                             |
| Frank Langella     | Boris Balkan                             | eigenaar eerste boek en Deans opdrachtgever |
| Lena Olin          | Liana Telfer                             | wil koste wat kost het eerste boek terug    |
| Emmanuelle Seigner | "het meisje"                             | Deans beschermster                          |
| Barbara Jefford    | barones Kessler                          | eigenares derde boek                        |
| Jack Taylor        | Victor Fargas                            | eigenaar tweede boek                        |
| José López Rodero  | Pablo Ceniza, Pedro Ceniza, twee werklui | -in de Portugese winkel                     |
| Tony Amoni         |                                          | Liana's lijfwacht                           |
| James Russo        | Bernie                                   | Boekhandelaar en vriend van Dean            |
| Willy Holt         | Andrew Telfer                            | Liana's overleden man                       |
| Allen Garfield     | Witkin                                   |                                             |

## Productie
Een scène werd op locatie gefilmd in de Cave des Moineaux, een ondergrondse steengroeve in de Franse stad Pontoise.

## Prijzen en nominaties
Volgens de Internet Movie Database:
- Europese Filmprijzen 1999: Winnaar Schitterende Europese Verwezenlijking in de Wereldcinema voor Roman Polański (eveneens voor hele oeuvre)
- Golden Reel Award 2001: Nominatie Beste Geluidsbewerking - Buitenland voor Laurent Quaglio en Katia Boutin
- Taurus Award 2001: Nominatie Beste Werk met Vuur voor Jean-Pierre Suchet
- Saturn Award 2001: Nominatie Beste Uitgebrachte Thuisvideo